# Toma-Koura (Di)
Pour les articles homonymes, voir Toma-Koura et Toma.
Ne doit pas être confondu avec Toma-Ilé.
Toma-Koura est une localité située dans le département de Di de la province du Sourou dans la région de la Boucle du Mouhoun au Burkina Faso.

## Santé et éducation
Le centre de soins le plus proche de Toma-Koura est le centre de santé et de promotion sociale (CSPS) de Di tandis que le centre médical avec antenne chirurgicale (CMA) de la province se trouve à Tougan.
Le village possède une école primaire publique.